# Le ombre di Morjegrad
Le ombre di Morjegrad è un romanzo di fantascienza della scrittrice italiana Francesca Cavallero, edito nel 2019 e vincitore del Premio Urania Mondadori per l'anno 2018.

## Storia editoriale
Il romanzo è stato pubblicato nel novembre del 2019 da Arnoldo Mondadori Editore, nella collana Urania, nel volume Le ombre di Morjegrad, che contiene anche i racconti Mercy di Fabio Aloisio, Sei mesi in una notte di Elia Gonella e Reboot di Axa Lydia Vallotto, finalisti del premio Urania Short 2019, alla sua terza edizione. Il racconto di Fabio Aloisio è infine risultato vincitore della competizione a seguito di votazione da parte dei lettori.

## Ambientazione
Il romanzo è ambientato in un futuro non specificato, su un pianeta extrasolare abitabile individuato fortuitamente da un gruppo di esuli della Terra che hanno fondato una federazione di Città-Stato, tra le quali c'è Morjegrad. Morjegrad sorge sulla costa oceanica, a ridosso di una regione mineraria ampiamente sfruttata, denominata le "terre erose". Al centro nevralgico del potere, sito nell'acropoli abitata dall'élite, e all'adiacente Mid-Town, si contrappongono i Bowels, quartieri popolari che si protendono nelle terre erose e risentono fortemente del degrado ambientale prodotto dagli agenti chimici utilizzati nelle fasi estrattive. Nei locali del principale impianto minerario ormai in disuso è stata ricavata una vasta prigione, il distretto di Antenora (dal nome della porzione del Cocito che nella mitologia dantesca ospitava i traditori della patria), e dei laboratori nei quali vengono condotti studi che fanno uso della sperimentazione umana. La stessa popolazione dei Bowels è stata nel tempo oggetto di sperimentazioni mediche, volte inizialmente a contrastare gli effetti mutageni dell'ambiente delle terre erose e che hanno condotto a sviluppare il SO.K.A.R., un rimedio nanotecnologico capace di arrestare l'invecchiamento umano, ampiamente utilizzato dall'élite cittadina.

## Trama
Gli eventi narrati nel romanzo si svolgono a Morjegrad, diversi secoli dopo l'insediamento dell'umanità sul pianeta e descrivono il secondo moto di rivolta della popolazione contro il sistema oligarchico che governa la città. La trama è sviluppata seguendo il punto di vista di sei personaggi, prevalentemente femminili, protagonisti o coprotagonisti in coppia dei quattro capitoli del romanzo. Le vicende di ciascun personaggio forniscono i dettagli che compongono la linea narrativa.
Le prime vicende vedono protagoniste Alexis e Sarah e si svolgono nel distretto di Antenora, dove la prima cerca la sua vendetta e la seconda svolge, da prigioniera, la professione di medico. La loro rivolta, seppure destinata al fallimento, viene utilizzata come diversivo da Viktor, membro dell'Unione Rivoluzionaria, per impossessarsi dei codici che Ártemis utilizza per rubare un potentissimo veleno. Spetta a Chloe il compito di introdurlo durante il principale evento mondano della città e decapitare il governo per attuare la rivoluzione. Tuttavia, la vera libertà per i cittadini di Morjegrad non può derivare da una tale rivoluzione, ma solo dalla fuga nelle lande desolate del pianeta per rifondare, anche grazie al SO.K.A.R., una nuova umanità.

## Edizioni
- Francesca Cavallero, Le ombre di Morjegrad, Urania n° 1672, Milano, Arnoldo Mondadori Editore, 2019,  p. 212, ISBN 9771120528361.